# Szürke féreggyík
A szürke féreggyík (Blanus cinereus) a hüllők (Reptilia) osztályába az ásógyíkalakúak (Amphisbaenia) alrendágába és az ásógyíkfélék (Amphisbaenidae) családjába tartozó faj.

## Előfordulása
Az Ibériai-félszigeten, Spanyolország és Portugália területén honos.

## Megjelenése
Testhossza 20-25 centiméteres, testtömege 6 gramm. Féreg alakú törzse, tompavégű, hengeres farka, de még a színe is a földigilisztára hasonlít. Szemét bőrhártya védi. Erős állkapcsa és fogai vannak. Az ásógyíkok csontváza sok szempontból különbözik a gyíkokétól és a kígyóéktól, bár az agy és más belsőszervek mindhárom rend tagjainál nagyon hasonló.

## Életmódja
Lábatlan talajlakó, a felszínre csak esős időben jön fel. Rovarlárvákkal táplálkozik.

## Szaporodása
Tojást rak, de szaporodásáról keveset tudni.

## Külső hivatkozás
- Képek az interneten a fajról